# Stimulation musculaire électrique
 (septembre 2012).
La stimulation musculaire électrique (EMS) ou électro-myostimulation, est le déclenchement de la contraction des muscles en utilisant des impulsions électriques.

Note : L'abréviation anglaise EMS est utilisée, à l'instar de TENS (autre domaine de l'électrothérapie), qui est aussi une abréviation anglaise.
Les impulsions sont générées par un appareil et délivrées au moyen d'électrodes sur la peau à proximité immédiate des muscles à stimuler.
Les impulsions imitent les influx nerveux venant du système nerveux central, provoquant la contraction des muscles.
Les électrodes sont généralement des plaquettes qui adhèrent à la peau.
L'EMS est à la fois une forme d'électrothérapie et d'entraînement musculaire.
Cette technique est utilisée principalement comme rééducation musculaire par les kinésithérapeutes, comme technique complémentaire pour la formation sportive, et aussi par les particuliers pour le sport amateur ou pour la musculation esthétique.

## Histoire
C'est Luigi Galvani qui en 1791 a fourni la première preuve scientifique que le courant peut activer les muscles.
L'époque moderne débute dans les années 60 où les scientifiques du sport soviétique ont utilisé l'EMS dans la formation des athlètes d'élite. Dans les années 70, ces études ont été partagées lors des conférences avec les établissements sportifs de l'Ouest. Toutefois, les résultats étaient contradictoires, peut-être parce que les mécanismes par lequel l'EMS agit sont mal compris. Des recherches récentes de physiologie médicale ont mis en évidence les mécanismes par lesquels la stimulation électrique provoque l'adaptation des cellules des muscles des vaisseaux sanguins, et les nerfs.

## Théorie
(juillet 2013).
EMS produit l'adaptation, à savoir la formation des fibres musculaires. En raison des caractéristiques des fibres musculaires squelettiques, les différents types de fibres peuvent être activées à des degrés divers par différents types d'EMS, et les modifications induites dépendent de la structure de l'activité EMS. Ces modèles, appelés protocoles ou programmes, entraîneront une réaction différente de la contraction des différents types de fibres. Certains programmes permettront d'améliorer résistance à la fatigue, à l'endurance, d'autres augmenteront la production de force.

## Les appareils
Les appareils de stimulation musculaire utilisent principalement des courants de basse fréquence (< 1 000 Hz) ou de moyenne fréquence (entre 1 000 Hz et 8 000 Hz). Les courants sont très variés et peuvent être impulsionnels, sinusoïdaux, modulés ou interférentiels. Les courants impulsionnels sont des courants galvaniques, faradiques, homofaradiques, progressifs.
Ils sont de moyenne tension, environ 100 V avec une faible intensité de quelques milliampères.
Exemples de courants :
- homofaradique : avec des trains d'impulsions (salves) de 100 Hz délivrées en périodes de 4 secondes de travail et 4 secondes de repos ;
- basse fréquence redressée et progressive de 450 Hz avec 5 secondes de travail et 5 secondes de repos ;
- un courant alternatif de moyenne fréquence 10 000 Hz modulée en basse fréquence 300 Hz avec 3 secondes de travail et 3 secondes de repos.

Les appareils professionnels des années 1960 étaient imposants et utilisaient des lampes (tubes électroniques), puis avec l'évolution technologique (électronique des transistors, circuits imprimés), et la miniaturisation des composants, les appareils devenus de plus petite taille et portables, ont pu toucher un plus large public, jusqu'au développement d'appareils pour les sportifs, le bien-être, etc. Ces appareils, faciles d'utilisation, intègrent différents courants, et permettant de multiples réglages, choix de programmes, et séquences de travail musculaire spécifiques.

## Domaine d'applications des stimulateurs musculaires
(juillet 2013).
L'EMS peut être utilisée à la fois dans l'entrainement sportif et comme outil thérapeutique. En médecine, la stimulation électrique d'un muscle est utilisée à des fins de réhabilitation, par exemple dans la thérapie physique dans la prévention de l'atrophie musculaire, qui peut se produire par exemple après des blessures musculo-squelettiques, tels que les dommages aux os, aux articulations, aux muscles, ligaments et tendons. Toutefois, cela ne doit pas être confondu avec TENS (stimulation électrique transcutanée du nerf) : l'utilisation du courant électrique dans le traitement de la douleur.
En raison de l'effet que les muscles renforcés et tonifiés ont sur l'apparence (un muscle plus fort a une plus grande section transversale), l'EMS est également utilisée par certains praticiens dans un but esthétique.

### Outil thérapeutique en rééducation fonctionnelle

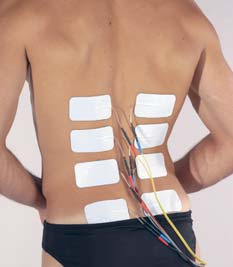
Stimulation musculaire excito-motrice pour le renforcement

Voir : Electrothérapie

### Outil de préparation pour le sportif
Un électrostimulateur peut constituer un excellent outil d'aide à la préparation et à la récupération du sportif de haut niveau ou amateur  : endurance, force explosive, résistance, massage, relaxation, décontracturant, décrassage, amélioration du retour veineux, récupération après séance d'endurance ou compétition.
L'électrostimulateur va aider le sportif à bien récupérer de ses efforts, mais aussi à gérer ses entraînements, en ayant un objectif de qualité et pas de quantité. L'électrostimulateur ne doit pas être un outil isolé mais s'intégrer dans une démarche globale d'optimisation des performances alliant l'entraînement, la musculation, la récupération, la diététique, l'encadrement médical et la préparation mentale.
La stimulation dynamique a été mise au point pour permettre une application séquentielle du courant par vagues déroulantes, plus confortables, et qui se rapproche de l'effet d'un massage. Elle est recommandée pour favoriser la récupération musculaire et un bon drainage lymphatique.

### Electro-esthétique
Une des utilisations récentes de l'électrostimulation musculaire est l'esthétique, par exemple des muscles faciaux. Pour raffermir et tonifier certains muscles relâchés du visage, par exemple l'affaissement des joues dans le cas de bajoues. Mais aussi, à l'instar du Botox, dans le relâchement de muscles faciaux trop contractés, intervenant (avec aussi la descente d'amas graisseux) dans la formation des bajoues : muscle peaucier du cou, muscle depressor auri du menton et aussi les cordes platysma dans le plissement du cou.
Même s'il existe une technique de gymnastique faciale qui permet différents exercices, l'utilisation de la stimulation électrique permet d'accélérer le processus tout en permettant le relâchement de muscles impossible par d'autres moyens.
Un appareil d'inhibition électrique, ou « électro-inhibition », permettrait d'obtenir le relâchement de certains muscles de la partie supérieure du visage.